# Districte de Balama
El Districte de Balama és un districte de Moçambic, situat a la província de Cabo Delgado. Té una superfície 5.619 kilòmetres quadrats. En 2015 comptava amb una població de 142.968 habitants. Limita a l'oest amb els districtes de Marrupa i Nipepe de la província de Niassa, al sud amb el districte de Lalaua de la província de Nampula, a l'est amb el districte de Namuno i al nord amb el districte de Montepuez.

## Divisió administrativa
El districte està dividit en quatre postos administrativos (Balama, Impiiri, Kuékué, i Mavala), compostos per les següents localitats:
- Posto Administrativo de Balama:
  - Balama
  - Muripa,
  - Ntete
- Posto Administrativo d'Impiiri:
  - Namara,
  - Savaca
- Posto Administrativo de Kuékué:
  - Jamira,
  - Tauane
- Posto Administrativo de Mavala:
  - Mavala,
  - Mpaka